# Quận Burnett, Wisconsin
Quận Burnett một quận thuộc tiểu bang Wisconsin, Hoa Kỳ. Quận lỵ đóng ở Meenon. Theo điều tra dân số năm 2000 của Cục điều tra dân số Hoa Kỳ năm 2000, quận có dân số 15.457 người.

## Địa lý
Theo Cục điều tra dân số Hoa Kỳ, quận có diện tích 2279 km2, trong đó có 150 km2 là diện tích mặt nước.